# Feldwinkelspinne
Die Feldwinkelspinne (Eratigena agrestis, Syn.: Tegeneria agrestis) ist eine in Mitteleuropa heimische Art der Gattung Eratigena in der Familie der Trichterspinnen (Agelenidae). 

## Merkmale
Das Weibchen erreicht eine Körpergröße von 10 bis 12 mm; das Männchen wird 9 bis 10 mm groß. Weibchen und Männchen unterscheiden sich hinsichtlich Farbe und Zeichnung nicht.
Grundfarbe des Körpers ist ein gelbliches Braun. Der kaum behaarte Vorderkörper (Prosoma) zeigt zwei breite und diffuse, dunkel olivfarbene Längsbänder, die aber häufig kaum erkennbar sind. Auf der Brustplatte (Sternum) ist ein glockenförmiges Mittelmal mit dem breiten Ende nach vorn zu sehen, das von drei helleren Flecken flankiert wird. 
Der Hinterkörper (Opisthosoma) ist unregelmäßig fein dunkeloliv gepunktet. Die für die Gattung typischen hellen Winkelflecken sind nur schwach kontrastierend. Die Beine sind ebenfalls einfarbig gelblich beige braun.
Die Feldwinkelspinne ist kleiner, heller und hat kürzere und weniger kräftige Beine als die bekannte Große Winkelspinne (Eratigena atrica). Eine sichere Unterscheidung von anderen Arten der Gattung Eratigena ist jedoch nur anhand der Genitalien möglich.

## Verbreitung und Lebensraum
Die relativ wärmeliebende Art besiedelt die gemäßigten und subtropischen Zonen der Paläarktis von Großbritannien bis Ostsibirien sowie den Westen Nordamerikas. Die nordwestliche Verbreitungsgrenze in Europa verläuft durch den Norden Deutschlands, die Art fehlt in Dänemark – mit Ausnahme der kleinen Insel Peberholm – und in Skandinavien. In Deutschland ist das Vorkommen weitgehend auf wärmebegünstigte Niederungen in der Mitte und im Nordosten beschränkt, die Art fehlt hier in weiten Teilen der Mittelgebirge und im Süden.
In Deutschland ist die Art an wärmebegünstigte Bereiche wie Trockenrasen, sonnige Waldränder und ähnliche Habitate gebunden, sie kommt im Gegensatz zur Großen Winkelspinne nur ausnahmsweise in Höhlen oder Häusern vor (z. B. zur Überwinterung).

## Lebensweise
Die Tiere bauen ihr Trichternetz vor allem unter Holz- oder Rindenstücken. Geschlechtsreife Tiere kommen vor allem von Juli bis Oktober vor.

## Gefährdung
Die Art ist weit verbreitet und in geeigneten Habitaten mittelhäufig. Sie wird in Deutschland in der Roten Liste als „ungefährdet“ eingestuft.